# John Louis Emil Dreyer

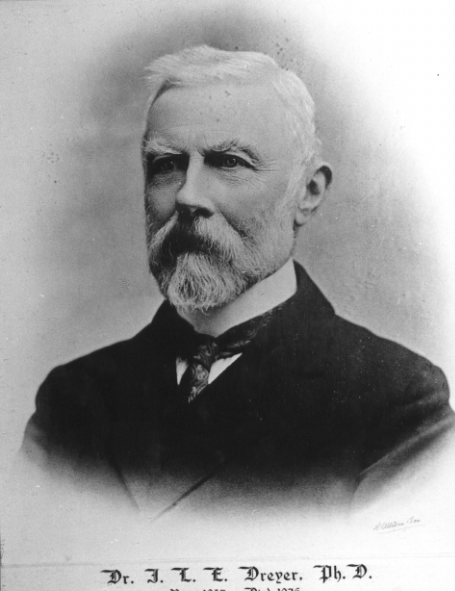
John Louis Emil Dreyer

John Louis (ursprungligen Johan Ludvig) Emil Dreyer, född den 13 februari 1852 i Köpenhamn, död den 14 september 1926 i Oxford, var en dansk-irländsk astronom. Han var son till Frederik Dreyer och kusin till Valdemar Dreyer.
Vid 22 års ålder reste han till Irland för att arbeta som assistent hos lord Rosse (sonen till den lord Rosse som byggde Leviathan-teleskopet i Parsonstown). År 1878 började han arbeta vid Dunsinkobservatoriet och 1882 vid Armaghobservatoriet, vilket han var ledare för fram till 1916. År 1916 mottog han Royal Astronomical Societys guldmedalj. En krater på månens baksida är uppkallad efter Dreyer.

## New General Catalogue
Dreyer är framförallt känd för sin monumentala katalog New General Catalogue of Nebulae and Clusters of Stars från 1888 (baserad på William Herschels Catalogue of Nebulae). New General Catalogue innehåller 7 840 NGC-objekt, och är än idag populär bland amatörastronomer. Han utgav senare bihangen Index catalogues of nebulae and clusters (1895 och 1908).
Bland Dreyers övriga verk märks en biografi över Tycho Brahe (1890) samt History of the planetary systems from Thales to Kepler (1906). Dreyer utgav även en upplaga av William Herschels arbeten (2 band 1912), samt en fullständig upplaga av Tycho Brahes astronomiska arbeten och korrespondens (15 band, 1913–1929). Under sina sista levnadsår förberedde Dreyer en liknande upplaga av Newtons verk.